# Gerardus Wilhelmus Kampschöer
Gerardus Wilhelmus Kampschöer (Lent (toen gemeente Elst), 24 maart 1891 - Wassenaar, 23 januari 1963) was een Nederlands ambtenaar, politicus en bestuurder. 
Gerardus Wilhelmus Kampschöer was een zoon van fruitteler Willem Jacobus Kampschöer en Grada van Kempen. Na de lagere school in Lent en de MULO in Nijmegen volgde hij een opleiding in gemeenteadministratie en behaalde hij een diploma in staatsinrichting (1912). Hij werd vervolgens adjunct-commies bij de gemeenten Elst en Tilburg, en gemeentesecretaris van Wehl (1915-1916) en IJsselstein (1916-1922) voor hij benoemd werd tot Burgemeester van het Zuid-Hollandse Monster (1922-1944). In 1916 was hij getrouwd in Elst met Maria Bernardina Schouten. 
Tijdens zijn burgemeesterschap nam hij het initiatief tot de afbraak en wederopbouw van het verpauperde dorp Ter Heijde tussen 1928 en 1931.
In 1925 werd hij daarnaast lid van de Tweede Kamer der Staten-Generaal, waar hij zich vooral met binnenlandse zaken bezighield. Vanaf 1929 vervulde hij ook diverse functies in het landbouwwezen - eerst (1929-1958) als voorzitter van de R.K. Diocesane Land- en Tuinbouwbond voor het Bisdom Haarlem, waar ook Monster onder viel, later als voorzitter van de Stichting voor de Landbouw (1946-1950) en de Katholieke Nederlandse Boeren- en Tuindersbond (1950-1954). Daarnaast vervulde hij nog enkele bestuursfuncties, onder meer in het katholiek werkgeverswezen en bij de Katholieke Radio Omroep en Nederlandse Televisie Stichting.
Kampschöer is in 1933 benoemd tot Ridder in de Orde van de Nederlandse Leeuw en in 1955 tot Commandeur in de Orde van Sint-Gregorius de Grote. 